# Baritius nigridorsipeltatus
Baritius nigridorsipeltatus là một loài bướm đêm thuộc phân họ Arctiinae, họ Erebidae.